# Fredlös
Fredlös kallas den som inte kan få fred, en rättslös flykting undan rättvisan. I äldre tider var fredlöshet något som drabbade flyktingar undan lagen. I svensk rätt sträckte sig fredlösheten över en enstaka lagsaga. Den som var fredlös i hela riket var "biltog". Fredlöshet kunde utdömas för en del urbota brott, brott som inte kunde sonas med böter.

## Historia
Ursprunget till det äldre uttrycket fågelfri står att finna i sacratio capitis, lat., ett fornromerskt straff, som bestod i förlust av alla mänskliga rättigheter. Det hade sitt namn av den lagformel, varmed förbrytaren förklarades förbannad och fågelfri, så att vem som helst hade rättighet att döda honom. Straffet var urgammalt. Det motsvarar det fornnordiska varg i veum.
Ordet fredlös går tillbaka på fridlös, där frid är det skydd alla invånare åtnjuter inom det ordnade samhället. Den fridlöse är alltså ställd utanför samhället. Den frid som råder över samhället i stort och som kunde förstärkas i särskilda sammanhang (julefrid, kvinnofrid, kyrkofrid, hemfrid), har ryckts bort, den gäller inte för den fredlöse.
I äldsta tider var fredlöshet bara snäppet mindre än ett regelrätt dödsstraff. All egendom förverkades, fastigheter brändes, omnämnanden raderades och den fredlöses person fråntogs allt rättsligt skydd. Den bot som föreskrevs vid dråp av en människa eller ett djur gällde inte den fredlöse. Den fredlöse var i samhällets ögon redan död. Denna typ av långtgående straff finns bland annat omtalad i götalandskapens landskapslagar och gällde oftast inom relativt begränsade områden.
Fredlöshet som företeelse i de germanska områdena var ett instrument för att se till att förövare inställde sig till rättegång vid ting. Ingen polismakt fanns att tillgå, förövaren fick själv för att undgå fredlöshet se till att inställa sig och erbjuda sådan bot att motparten godtog den. På tingsplatsen gällde frid, även för den fredlöse (ett av de äldsta rättsdokumenten i Sverige är run-klotter på en berghäll, som talar om att ristaren sökt skydd på tingsplatsen - ungefär som man i senare tid sökt skydd i kyrkor).
Med tiden lindrades följderna av fredlöshet, så att egendomsförlusten inskränktes till lös egendom. Så småningom kom den ovillkorliga fredlösheten att ersättas med bötesbelopp som den kränkta parten inte kunde neka att ta emot. Lindrigare fredlöshetsstraff gällde i hela landet, bland annat i Magnus Erikssons landslag. I samband med Kalmar recess 1483 utvidgades fredlösheten till att gälla i hela Norden. Denna typ av fredlöshet benämndes biltoghet.
Efter hand blev samhället fastare organiserat och tätare befolkat. Mellan stater organiserades utlämningsavtal. Behovet av fredlöshet som instrument försvann. Mellan ca 1750 och slutet av 1800-talet försvann fredlöshet bl.a. ur brittisk och svensk rätt.